# 2017年のドイツ
2017年のドイツ （2017ねんのドイツ）では、2017年のドイツに関する出来事について記述する。

## 国家元首等
- 連邦大統領
  - 第11代: ヨアヒム・ガウク （2012年3月18日 - 2017年3月19日）
  - 第12代: フランク＝ヴァルター・シュタインマイアー （2017年3月19日 - ）
- 連邦首相
  - 第8代: アンゲラ・メルケル （2005年11月22日 - ）

## できごと

### 2月
- 2月9日-18日 - 第67回ベルリン国際映画祭。
- 2月25日 -  ハイデルベルクで、乗用車が歩行者に突っ込み、1人が死亡、2人が負傷[1]。

### 3月
- 3月9日 - デュッセルドルフの駅で斧を持った男が襲撃し、7人負傷[2]。

### 4月
- 4月11日 - ボルシア・ドルトムント専用バス爆弾攻撃事件。プロサッカークラブチーム「ボルシア・ドルトムント」の選手専用バスが爆弾攻撃を受け、選手ら2名が負傷。

### 6月
- 6月30日 - ドイツ連邦議会、同性結婚を認める法案、およびソーシャルメディア企業が憎悪をあおる投稿や偽ニュースを利用者の通報から7日以内に削除するなどの対応を取らなければ、最高で5000万ユーロ（約64億円）の罰金を科す法案を可決[3][4]。

### 7月
- 7月3日 - バイエルン州シュタムバッハで観光バスがトレーラーと衝突。18人が死亡。30人が負傷[5]。
- 7月18日 - レーゲンスブルクのカソリック系少年合唱団で1945年から90年代にかけて547人の団員が身体的・性的虐待を受けていたと指摘した報告書が発表された[6]。
- 7月27日 - アレクサンダー・ドブリント（英語版）運輸相、フォルクスワーゲン傘下のポルシェのカイエンの一部が違法な排ガス制御ソフトウエアを搭載していたとしてリコールを命じた。同型車種は2015年11月にアメリカ合衆国環境保護庁によって違法ソフト搭載を指摘され北米ではリコール対象になっていた[7]。
- 7月28日 - ハンブルクのスーパーで男が大型の包丁を手に買い物客を無差別に襲撃。1人が死亡、6人が負傷。犯人は逃走するも追跡され取り押さえられる。犯人はアラブ首長国連邦出身の26歳の男であると発表[8]。
- 7月30日 - バーデン＝ヴュルテンベルク州コンスタンツのナイトクラブで従業員とトラブルを起こした運営者の義理の息子が、自宅から機関銃を持ち出し乱射事件を起こす。従業員1人が死亡、警察官を含む4人が負傷し、犯人も射殺された[9]。
- 7月31日 - 北海道で盗掘され、ドイツの学術団体で保管されていたアイヌ民族の遺骨が返還[10]。

### 8月
- 8月2日 - 政府、巨額の損失を出したとして捜査を受けている中、出国して国際指名手配を受けていた元政府系建築会社会長、チン・スアン・タイン（英語版）が、ベルリン市内でベトナム政府関係者に拉致されたとして駐在ベトナム大使に抗議。情報員1人に国外退去を命じた。同氏はドイツへの亡命を希望していたが、先月23日にベルリン市内で武装した集団に連れ去られ、その後31日にベトナム公安省が自ら出頭したと発表した[11]。
- 8月15日 - 国内第2位航空会社エア・ベルリンが破産申請[12]。
- 8月27日 - オーストリアのザルツブルク南部にあるアルプス・マンルカルシャルテ峠でドイツ人登山グループが氷河を登山中に滑落。5人が死亡、1人が負傷[13]。
- 8月28日 - ドイツ警察、デルメンホルストの病院で患者に不整脈の治療薬を大量に投与して殺害したとして2015年に終身刑を言い渡された元看護師の男が、少なくとも86人の殺害に関与した疑いがあると発表[14]。

### 9月
- 9月10日
  - サッカー・ブンデスリーガ第3節のヘルタ・ベルリン対ヴェルダー・ブレーメンの試合で、ビビアナ・シュタインハウスが女性として欧州主要リーグでは初となる主審を務めた[15]。
  - ドイツのビルト紙、ISがシリア内乱の混乱に乗じてシリアの未発行旅券台紙1万1千冊を入手していたと発表[16]。
- 9月12日 - 8月15日に破産宣告したエア・ベルリンのパイロット約200人が病欠と称してボイコット。約100便が欠航した[17]。
- 9月24日 - ドイツ連邦議会選挙。メルケル大統領率いるドイツキリスト教民主同盟およびキリスト教社会同盟の連合が第一党の座を維持し、大統領の4期続投を確実とした。ただ、得票率は32.9%で改選前の311議席を大きく下回る246議席と過半数を下回った。第2党となったドイツ社会民主党（改選前193）も40議席減の153議席となり、連立与党からの離脱を宣言。一方、ドイツのための選択肢は13%を獲得し、初めての議会選挙で94議席と、第3党に躍り出た[18]。
- 9月26日 - ドイツのための選択肢、フラウケ・ペトリー党首が離党の意志を表明。同氏は党内でも穏健派で、強硬派との対立が浮き彫りとなっていた[19]。
- 9月27日 - フランス、アルストムとドイツのシーメンスが鉄道事業を統合すると発表。新会社は鉄道車両シェアで世界2位のメーカーとなる[20]。

### 10月
- 10月4日 - 先月24日にドイツのための選択肢を離党したペトリー前党首、2014年のザクセン州議会選挙の際、全候補者に党への資金提供を義務づけた偽証罪で、ドイツ検察当局に起訴された[21]。
- 10月15日 - ニーダーザクセン州議会選挙（定数137）。社会民主党が得票率36.9%（55議席）を獲得してメルケル大統領率いるキリスト教民主同盟の33.6%（50議席）を抑えて第一党になった。ドイツのための選択肢も6.2%（9議席）と議席を獲得[22]。
- 10月21日 - ミュンヘン中心部ローゼンハイマー・プラッツ駅（英語版）近辺で刃物による無差別襲撃事件。8人が負傷。襲撃犯は逃走したが後に拘束。犯人は以前に窃盗、傷害の前科がある男で動機は不明。テロの可能性は低いと見られている[23]。

### 11月
- 11月9日 - 検察当局、患者に致死量の薬物を注射して殺害したとして2015年に終身刑を受けた元看護師の男が、さらに16人の殺害をしたことが確認できたと発表。これにより、男は1999年から2005年の間に、2つの病院で少なくとも106人を殺害していたこととなった[24]。
- 11月19日 - 自由民主党が次期政権への連立協議から撤退[25]。

### 12月
- 12月5日 - ノルトライン＝ヴェストファーレン州のメアブッシュ・オステラート駅（英語版、ドイツ語版）付近で旅客列車と貨物列車が衝突する事故が発生し、少なくとも47人が負傷[26]。
- 12月7日 - ドイツ社会民主党、次期政権への連立協議に加わることを党大会の決議で可決決定[27]。

## 予定

### 9月
- 9月24日 - 2017年ドイツ連邦議会選挙。

## 死去
- 1月10日 - ローマン・ヘルツォーク、第7代連邦大統領、政治家、法学者（1934年 -）